# Lysmata anchisteus
Lysmata anchisteus är en kräftdjursart som beskrevs av Fenner A. Chace 1972. Lysmata anchisteus ingår i släktet Lysmata och familjen Hippolytidae. Inga underarter finns listade i Catalogue of Life.